# Uwe Czarnetzki
Uwe Czarnetzki (* 1959 in Recklinghausen) ist ein deutscher  Experimentalphysiker und lehrt an der Fakultät für Physik und Astronomie der Ruhr-Universität Bochum. Er forscht auf dem Gebiet der Niedertemperaturplasmen.

## Berufliche Laufbahn
Von 1975 bis 1978 absolvierte Czarnetzki seine Ausbildung als Elektroanlageninstallateur bei der RAG. Folgend studierte er bis 1985 Physik an der Universität-Gesamthochschule Essen. Von 1986 bis 1991 promovierte er und war bis 2001 wissenschaftlicher Mitarbeiter an der Universität-Gesamthochschule Essen. 1999 erhielt er dort seine Habilitation in Experimentalphysik. Seit 2001 ist Czarnetzki an der Ruhr-Universität Bochum. Von 2004 bis 2008 war er geschäftsführender Direktor des Instituts für Experimentalphysik und seit 2008 ist er Dekan der Fakultät für Physik und Astronomie.

## Forschung
Czarnetzki forscht und untersucht auf folgenden Gebieten der Niedertemperaturplasmen:
- stoßfreie Heizung mittels Helicon-Wellen
- Stochastische Heizung in kapazitiven Entladungen
- nichtlineare Plasmaoszillationen
- der Elektrische Asymmetrie-Effekt
- Optische Modulationsspektroskopie in induktiven Entladungen
- laserspektroskopische E-Feldmessung
- Thomson-Streuung
- magnetische X-Punkt-Entladungen
- Transport, Verteilung geladener und ungeladener Teilchen
- Ausbreitung elektromagnetischer Felder in ionisierten Medien und Verbindung stehende Aspekte der Atom- und Molekülphysik

Entwicklung neuer Diagnostikmethoden:
- Laserspektroskopie
- Messung von elektrischen Feldern
- Verteilungsfunktionen oder Teilchendichten

Untersuchungen von Modellbildung und von Simulationsrechnungen:
- mittels Radiofrequenzeinkopplung angeregte Plasmen (CCP, ICP, Helicon, NLD)
- Mikroentladungen bei Atmosphärendruck[2]

## Mitgliedschaften und Engagement
- Deutsche Physikalische Gesellschaft
- Deutsche Gesellschaft für Plasmatechnologie e.V. Institute of Physics
- Deutsche Gesellschaft der JSPS Stipendiaten
- Humboldt Club Deutschland
- Seit 2004:  Editorial Board von Journal of Physics (seit 2008 Section Editor)
- Seit 2004: Japanese Journal of Apllied Physics
- Seit 2005: Mitglied des Wissenschaftlichen Beirats des Leibniz-Instituts für Plasmaforschung und Technologie
- Seit 2005 bis 2009: stellvertretender Sprecher des Graduiertenkollegs 1051
- Seit 2006 bis 2008: Chairman des International Center of Excellence in Plasma Science and Technology[2]

## Auszeichnungen
- Gottschalk-Diederich-Baedecker-Preis für Anwendung ausgewählter Methoden der nicht linearen Optik zur Plasmadiagnostik(2000)[3]
- Transferpreis 2009 – rubitec GmbH, Gesellschaft für Innovation und Technologie der Ruhr-Universität Bochum[4]
- für die Entdeckung und Erforschung des Electrical Asymmetry Effect – European Physical Society mit dem Plasma Innovation Prize (2010)[5]
- JaDe-Preis – Jadestiftung (2015)[6][7]
- von Engel and Franklin Prize – International Conference on Phenomena in Ionized Gases (2017 als erster deutscher)[1][8]
- IS Plasma Prize – International Symposiums Plasma(2018)[9]